# Harry Fenn
Harry Fenn (1837-1911) fue un ilustrador, dibujante, pintor y grabador británico, instalado en los Estados Unidos.

## Biografía
Nació en 1837 en la localidad británica de Richmond, en el condado de Surrey. Fenn, que empezó como xilógrafo, pronto empezó a cultivar el dibujo. Con diecinueve años viajó a América, donde permaneció durante seis años, y entonces marchó a Italia para desarrollar sus estudios. Tras su retorno del país transalpino ilustró su primer libro, Snow-Bound de John Greenleaf Whittier, al que siguió Ballads of New England.
En 1870 realizó un viaje por los Estados Unidos para reunir material para la obra Picturesque America. Más adelante, en 1873, partió a Europa para realizar dibujos para Picturesque Europe y posteriormente en Oriente con el objetivo de ilustrar el último libro de la serie, Picturesque Palestine, Sinai and Egypt. Volvió a los Estados Unidos en 1881, donde se dedicó a la acuarela y la ilustración. Desde dicho año residió en Montclair (Nueva Jersey).
Fundador de la American Water Color Society, en 1893 recibió una medalla en la World Columbian Exhibition de Chicago. Fue miembro del Salmagundi Club. Falleció viudo —había estado casado con Marian Tompson— a la edad de setenta y tres años el 22 de abril de 1911, en su domicilio del 354 de Park Street, en Montclair. Le sobrevivieron un hijo y tres hijas.